# Les Hauts-Talican
Les Hauts-Talican est une commune nouvelle française située dans le département de la Oise, en région Hauts-de-France. Elle résulte de la fusion — au 1er janvier 2019 — des communes de Beaumont-les-Nonains, La Neuville-Garnier et Villotran.
Beaumont-les-Nonains quitte les Hauts-Talican le 1er janvier 2024 et redevient à cette date une commune de plein exercice.

## Géographie

### Description

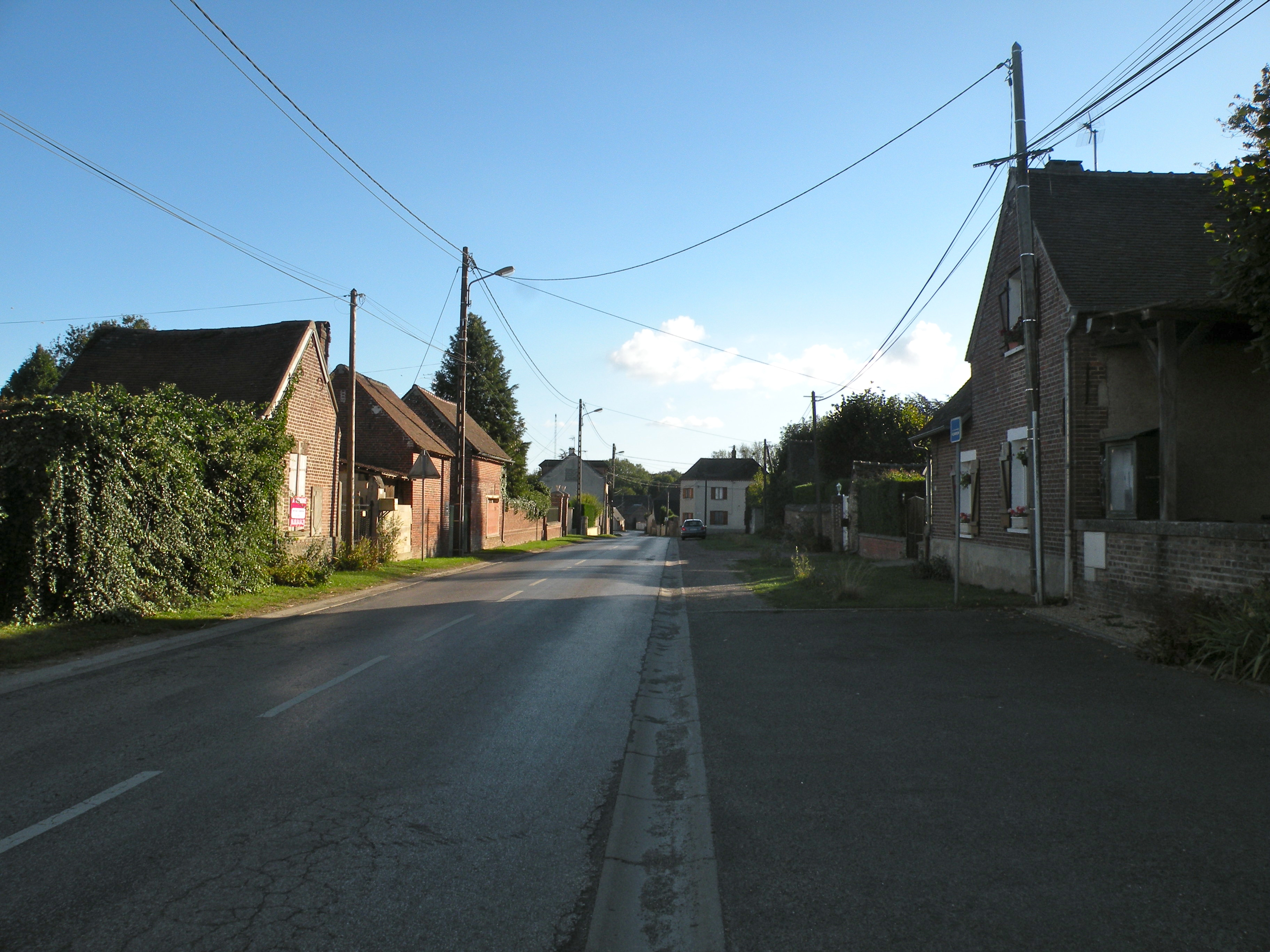
Paysage de La Neuville-Garnier

Les Hauts-Talican sont une commune nouvelle  rurale picarde du Beauvaisis formée par la réunion en 2019 de trois anciennes communes, Beaumont-les-Nonains devenue le chef-lieu, La Neuville-Garnier et  Villotran qui sont ses communes déléguées. Après la scission de 2024 où Beaumont-les-Nonains redevient une commune de plein exercice, le chef lieu de la commune nouvelle est déplacé à Villotran.
Elle est située 12 km au sud-ouest de Beauvais, 18 km au nord-est de Gisors et 58 km au nord-ouest de Paris. Desservie par la route départementale 35 qui la relie à 35, la commune est également aisément accessible depuis l'ancienne route nationale 181 Beauvais-Gisors.
Villotran se trouve au-dessus de la cuesta  qui délimite le Pays de Bray et le Pays de Thelle
La commune nouvelle se trouve dans l'aire d'attraction de Paris, ainsi que dans la zone d'emploi et le bassin de vie de Beauvais

### Communes limitrophes
Les communes limitrophes sont  Auneuil, Auteuil, Beaumont-les-Nonains, Berneuil-en-Bray et Valdampierre.
| Auneuil              | Berneuil-en-Bray  | Berneuil-en-Bray |
|                      | Les Hauts-Talican | Auteuil          |
| Beaumont-les-Nonains |                   | Valdampierre     |

### Hydrographie
La commune est située dans le bassin Seine-Normandie. Elle n'est drainée par aucun cours d'eau,.

### Climat
Pour des articles plus généraux, voir Climat des Hauts-de-France et Climat de l'Oise.
En 2010, le climat de la commune est de type climat océanique dégradé des plaines du Centre et du Nord, selon une étude du CNRS s'appuyant sur une série de données couvrant la période 1971-2000. En 2020, Météo-France publie une typologie des climats de la France métropolitaine dans laquelle la commune est exposée à un climat océanique et est dans la région climatique Sud-ouest du bassin Parisien, caractérisée par une faible pluviométrie, notamment au printemps (120 à 150 mm) et un hiver froid (3,5 °C).
Pour la période 1971-2000, la température annuelle moyenne est de 10 °C, avec une amplitude thermique annuelle de 14,5 °C. Le cumul annuel moyen de précipitations est de 801 mm, avec 11,9 jours de précipitations en janvier et 8,6 jours en juillet. Pour la période 1991-2020, la température moyenne annuelle observée sur la station météorologique la plus proche, située sur la commune de Jaméricourt à 10 km à vol d'oiseau, est de 11,0 °C et le cumul annuel moyen de précipitations est de 695,7 mm,. Pour l'avenir, les paramètres climatiques de la commune estimés pour 2050 selon différents scénarios d'émission de gaz à effet de serre sont consultables sur un site dédié publié par Météo-France en novembre 2022.

## Urbanisme

### Présentation
La Neuville-Garnier est une des anciennes communes ayant constitué la commune nouvelle, tout comme Beaumont-les-Nonains, qui dispose également des hameaux de  Jouy-la-Grange, Chantoiseau, La Longue Rue et Marcheroux.

### Typologie
Au 1er janvier 2024, Les Hauts-Talican est catégorisée commune rurale à habitat dispersé, selon la nouvelle grille communale de densité à sept niveaux définie par l'Insee en 2022.
Elle est située hors unité urbaine. Par ailleurs la commune fait partie de l'aire d'attraction de Paris, dont elle est une commune de la couronne,. Cette aire regroupe 1 929 communes,.

### Occupation des sols

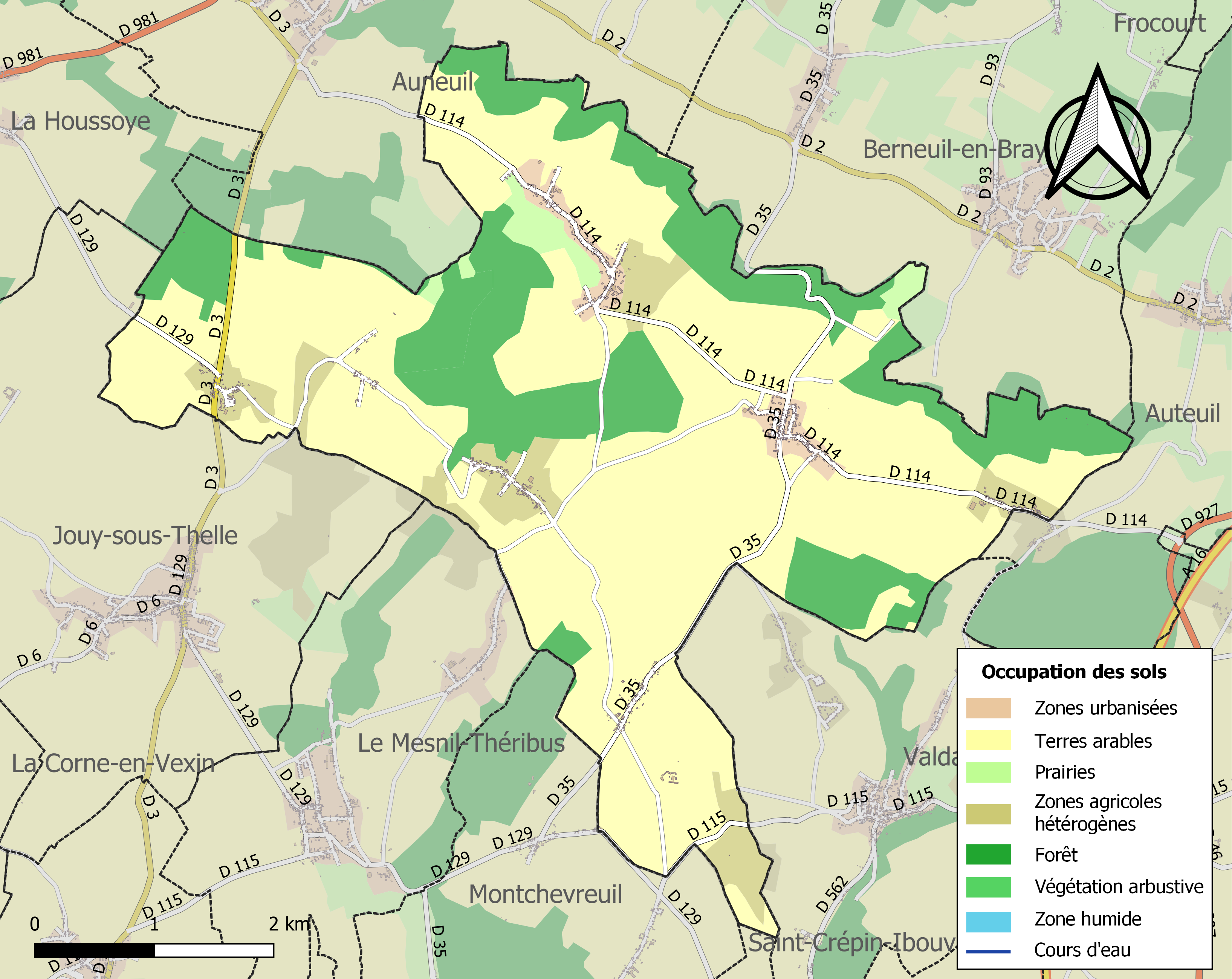
Carte des infrastructures et de l'occupation des sols de la commune en 2018 (CLC) avant le départ de Beaumont-les-Nonains.

### Voies de communication et transports
La commune est desservie, en 2023, par les lignes 617, 6107, 6144 et 6146 du réseau interurbain de l'Oise.

## Toponymie
Initialement orthographié Les Hauts Talican, le libellé du nom de la commune est ensuite modifié en Les Hauts-Talican par arrêté préfectoral.
« Il y a un bois à l'intersection des trois communes qui s'appelle le Talican, Villotran est la commune la plus haute de l'Oise (232 m) et on est dans les Hauts-de-France ». Voilà les trois raisons que Philippe Logeay (le maire de Villotran) a rappelé pour justifier le nom de la nouvelle commune.

## Histoire
Résultant de la fusion des communes de Beaumont-les-Nonains, La Neuville-Garnier et Villotran intervenue pour des raisons économiques et sur l'impulsion de l'État, la commune nouvelle des Hauts Talican a pour origine un arrêté préfectoral en date du 28 septembre 2018, sa création est effective à partir du 1er janvier 2019, avec Beaumont-les-Nonains pour chef-lieu.
Dès 2021, d'importantes tensions sont apparues entre les communes membres, et Beaumont-les-Nonains a demandé à quitter le regroupement, et le conseil municipal a voté pour cette scission par 16 voix pour, une abstention et deux votes contre en décembre 2020,.
Cette scission, entérinée par un arrêté préfectoral du 26 juillet 2023 après une nouvelle délibération du conseil municipal, une enquête publique et l'élection d'une commission de représentants de Beaumont-lès-Nonnains, prend effet le 1er janvier 2024,,.

## Politique et administration

### Rattachements administratifs et électoraux
La commune fait partie de l'arrondissement de Beauvais du département de l'Oise.
Pour les élections départementales, la commune fait partie depuis 2014 du canton de Chaumont-en-Vexin
Pour l'élection des députés, elle fait partie de la deuxième circonscription de l'Oise.

### Intercommunalité
Les Hauts-Talican est formée de communes qui étaient toutes membres de la communauté de communes des Sablons, un établissement public de coopération intercommunale (EPCI) à fiscalité propre créé en 2000, et en reste membre.
L'intercommunalité exerce les compétences qui lui ont été transférées par les communes membres, dans les conditions définies par le code général des collectivités territoriales.

### Administration municipale
La commune nouvelle a été administrée de 2019 à 2020 par un conseil municipal constitué de l'ensemble des conseillers municipaux des anciennes communes. Pour le mandat 2020-2026, le nombre de conseillers municipaux est  réduit à 19 membres, effectif qui reste supérieur à celui de sa classe démographique.

### Liste des maires
| Période                                  | Période      | Identité        | Étiquette | Qualité |
| ---------------------------------------- | ------------ | --------------- | --------- | --- |
| Les données manquantes sont à compléter. |              |                 |           | |
| 2019                                     | juillet 2020 | ?               |           | |
| juillet 2020                             | En cours     | Philippe Logeay |           | Agriculteur Vice-président de la CC des Sablons (2020 → ) Réélu maire en mars 2024 après la dé-fusion avec Beaumont-lès-Nonains |

## Population et société

### Démographie
| 1968 | 1975 | 1982 | 1990 | 1999 | 2009 | 2014 | 2020 |
| ---- | ---- | ---- | ---- | ---- | ---- | ---- | ---- |
| 378  | 334  | 446  | 730  | 831  | 908  | 895  | 873  |

## Culture locale et patrimoine

### Lieux et monuments
- Château de Villotran, du XVIe siècle.
Pendant la Seconde Guerre mondiale, il a accueilli des réfugiés puis a été occupé par l'armée allemande et ensuite par les Anglais, à la Libération de la France[10].
- L'église Notre-Dame-de-Lorette de Villotran, construite en brique et en moellon de silex entre 1530 et 1539 comme chapelle seigneuriale. Son clocher date de 1733. Les vitraux les plus anciens, attribués à l'école des Le Prince, maîtres-verriers à Beauvais, datent du XVIe siècle. L'un d'eux représente la famille Gaudechart, seigneurs du lieu au XVe siècle[10].
- L'église Saint-Eloi de La Neuville-Garnier, construite en 1147 et remaniée à de nombreuses reprises, dispose encore de ses modillons d'origine à l'extérieur du chœur. La chaire et les fonts baptismaux sont repérés au titre des monuments historiques[10].

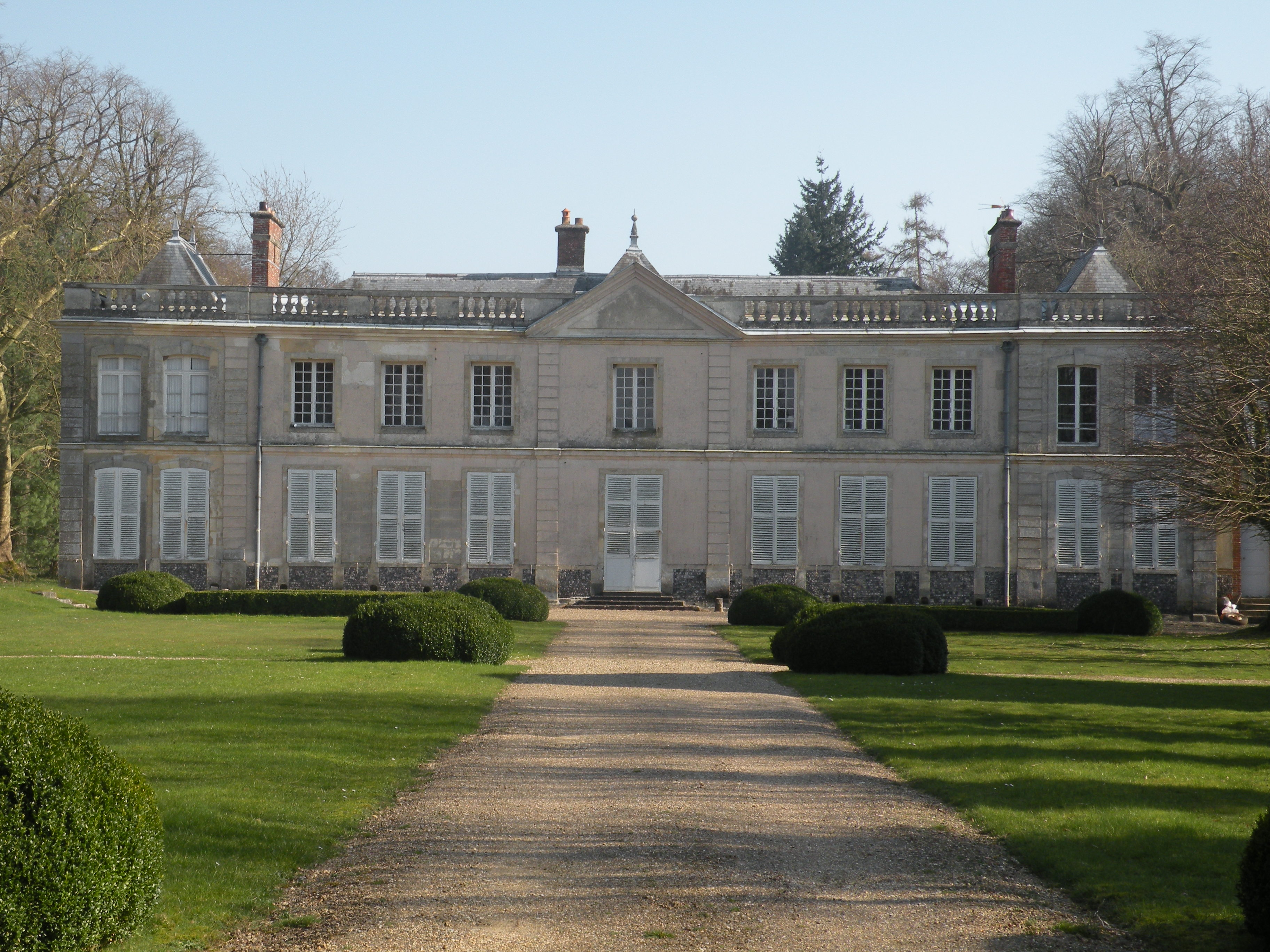
Le château de Villotran
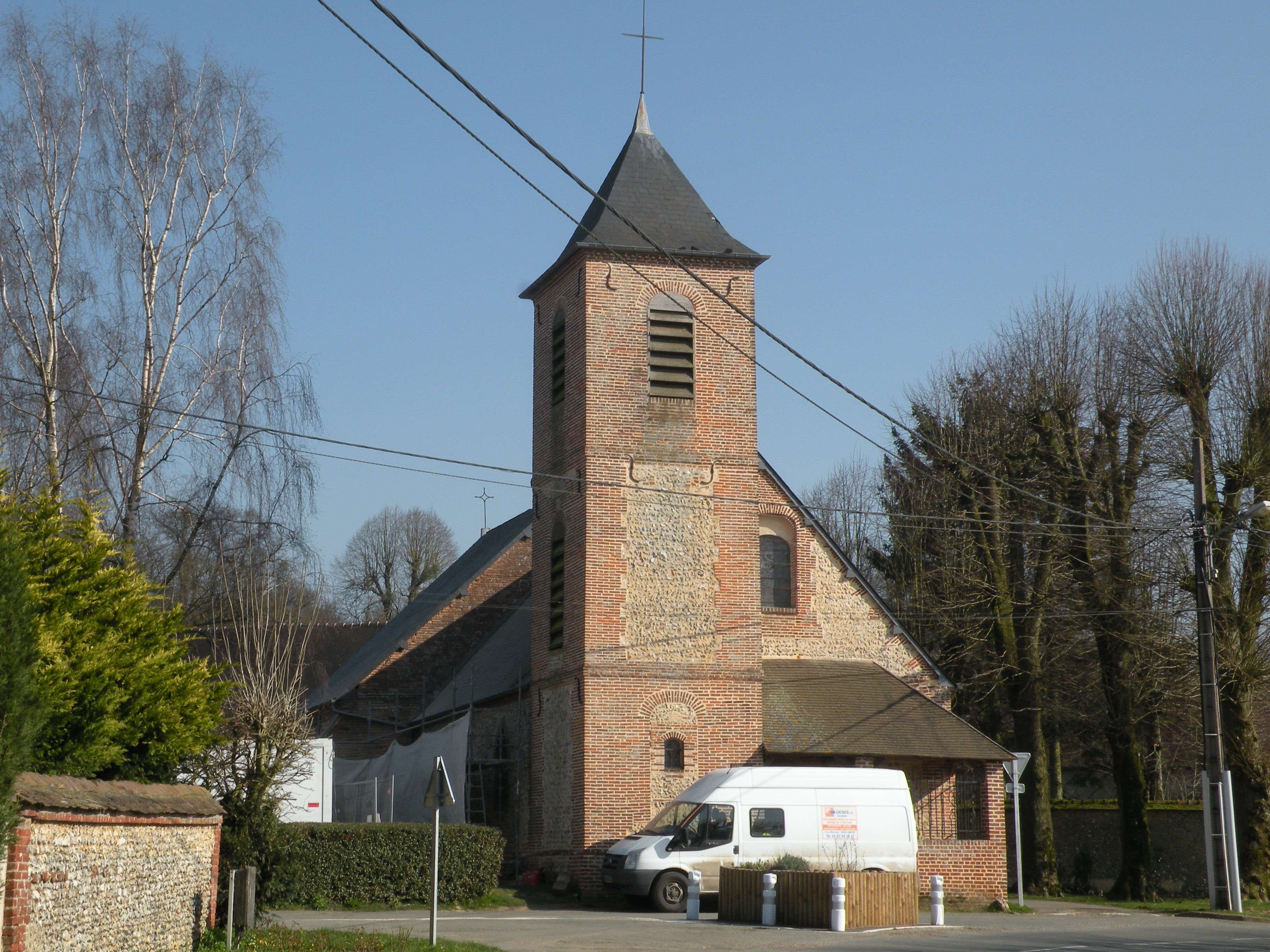
L'église ND-de Lorette de Villotran.
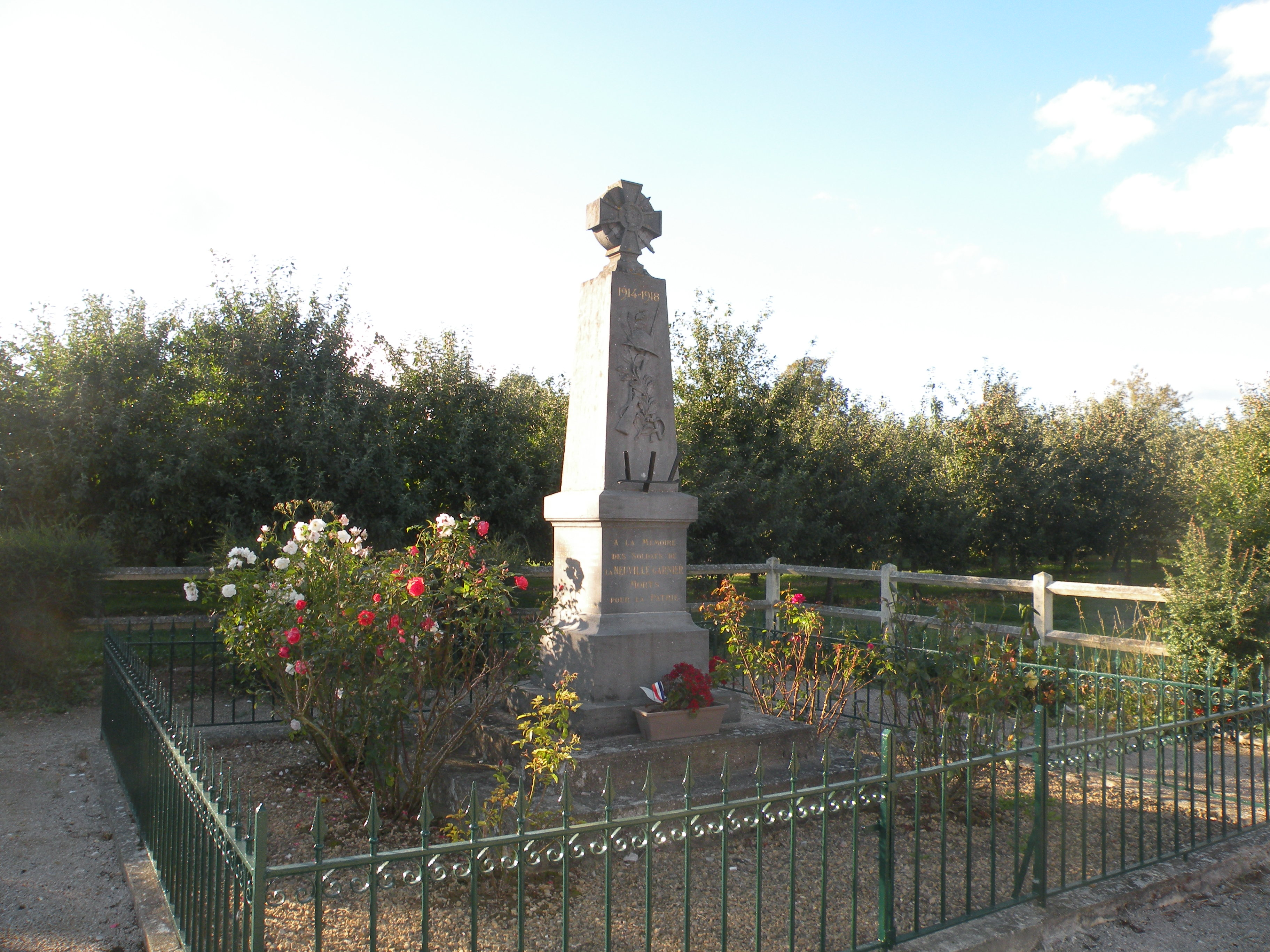
Monument aux morts de La Neuville-Garnier
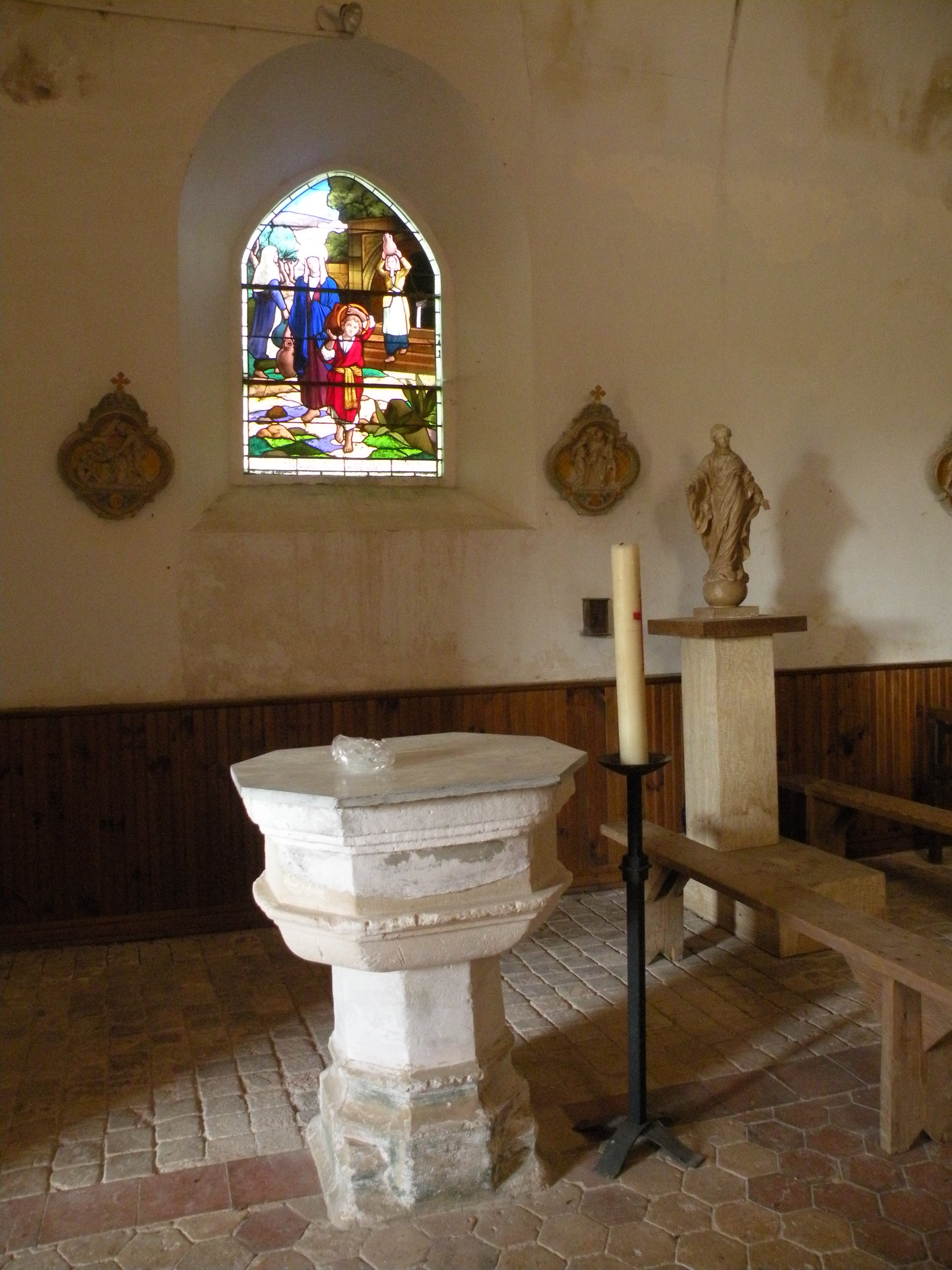
Fonts-baptismaux de Villotran